# Oluf Madsen
Oluf Michael Kristian Madsen (28. september 1888 i København – 11. maj 1979 på Frederiksberg) var en dansk atlet, kommune- og overlærer medlem af Københavns IF.
Madsen vandt det danske meterskab på 1500 meter i 1912 og 1913 og satte fire danske rekorder på 1000 meter, 1500 meter og 1 mile samt en dansk rekord i stafet. Sammen med Arne Højme Nielsen var han 1919 med til at starte "Ungdomsafdelingen" i KIF. Han var formand for KIF 1918-19, Københavns Atletik Forbund 1924-27 og Dansk Atletik Forbund 1927-29.

## Danske mesterskaber
- Bronze 1914 1500 meter 4,38,0
- Guld 1913 1500 meter
- Guld 1912 1500 meter 4,18,8
- Sølv 1911 1500 meter 4,31,0